# توجيهات الفوهرر
توجيهات الفوهرر هي مجموعة من التعليمات والخطط الإستراتيجية الكتابية الصادرة عن الفوهرر أدولف هتلر نفسه، والتي شملت موضوعات عدة، من التحركات التفصيلية للفرق العسكرية المختلفة أثناء الحرب العالمية الثانية، وحتى أسلوب إدارة الأراضي المحتلة والموقف من شعوبها.
من جانبها، حملت هذه المراسيم الصفة الإلزامية وتعيّن على الجميع تنفيذها حرفيًا، كما تمتعت بسلطات فوق سلطات الدستور الموضوع بحيث يستوجب تنفيذها مهما كانت مخالفتها للقوانين الدستورية الألمانية.
ويجدر الإشارة إلى أن هذه المراسيم تختلف كليًا عن قوانين الفوهرر، والتي صدرت أثناء المراحل المتأخرة من الحرب، وتميَّزت بالقِصر وركاكة الأسلوب، وكانت إما شفهية أو كتابية وإن استمرت في التمتع بالصفة الإلزامية التي تمتعت بها المراسيم.

## التوجيهات
| رقم التوجيه | تاريخ الإصدار             | الموضوع                                                               |                                                                                             |
| 1           | 31 أغسطس 1939             | خطة الهجوم على بولندا                                                 | الغزو الألماني لبولندا؛ نص المرسوم                                                          |
| 2           | 3 سبتمبر 1939             | الأسرى في الغرب                                                       |                                                                                             |
| 3           | 9 سبتمبر 1939             | نقل القوات من بولندا إلى الغرب                                        |                                                                                             |
| 4           | 25 سبتمبر 1939            | إنهاء الحرب في بولندا                                                 |                                                                                             |
| 5           | 30 سبتمبر 1939            | تقسيم بولندا                                                          |                                                                                             |
| 6           | 9 أكتوبر 1939             | الخطط الهجومية في الغرب                                               |                                                                                             |
| 7           | 18 أكتوبر 1939            | التحضير للعمليات الهجومية في الغرب                                    |                                                                                             |
| 8           | 20 نوفمبر 1939            | التحضيرات الأخر للعمليات الهجومية في الغرب                            |                                                                                             |
| 9           | 29 نوفمبر 1939            | تعليمات حول تخريب اقتصاديات الدول المعادية                            |                                                                                             |
| 10          | 19 يناير - 18 فبراير 1940 | رفع حالة التأهب في صفوف الفيرماخت "اتخاذ الحالة الصفراء"              |                                                                                             |
| 10a         | مارس 1940                 | تنفيذ عملية فيزروبونغ ضد الدنمارك والنرويج                            | عملية فيزروبونغ                                                                             |
| 11          | 14 مايو 1940              | بداية العمليات الهجومية في الغرب                                      |                                                                                             |
| 12          | 18 مايو 1940              | متابعة العمليات الهجومية في الغرب                                     |                                                                                             |
| 13          | 24 مايو 1940              | إضافة مهام جديدة للقوات العاملة في الغرب                              |                                                                                             |
| 14          | 8 يونيو 1940              | مواصلة العمليات العسكرية في فرنسا                                     |                                                                                             |
| 15          | 14 يونيو 1940             | التقدّم صوب اللوار                                                     |                                                                                             |
| 16          | 16 يوليو 1940             | عملية أسد البحر                                                       | نص المرسوم                                                                                  |
| 17          | 1 أغسطس 1940              | معركة بريطانيا                                                        | نص المرسوم                                                                                  |
| 18          | 12 نوفمبر 1940            | انتزاع جبل طارق                                                       | عملية فيليكس؛ نص المرسوم                                                                    |
| 19          | 10 ديسمبر 1940            | الاحتلال الألماني لفرنسا الفيشية                                      | عملية أتيلا؛ نص المرسوم                                                                     |
| 20          | 13 ديسمبر 1940            | الغزو الألماني لليونان                                                | عملية ماريتا؛ نص المرسوم                                                                    |
| 21          | 18 ديسمبر 1940            | الغزو الألماني للاتحاد السوفيتي                                       | عملية بارباروسا؛ نص المرسوم؛ نص مناظر للمرسوم نفسه                                          |
| 22          | 11 يناير 1941             | الدعم العسكري الألماني للمعارك الدائرة على مسرح عمليات المتوسط        |                                                                                             |
| 23          | 6 فبراير 1941             | المخطط الألماني لتدمير الاقتصاد البريطاني                             | عملية بيرنهارد                                                                              |
| 24          | 5 مارس 1941               | التعاون المشترك مع اليابان                                            |                                                                                             |
| 25          | 27 مارس 1941              | التخطيط لغزو يوغوسلافيا                                               | العملية 25                                                                                  |
| 26          | 3 إبريل 1941              | التعاون المشترك مع حلفائنا في البلقان                                 |                                                                                             |
| 27          | 4 إبريل 1941              | التخطيط لغزو اليونان                                                  |                                                                                             |
| 28          | 25 إبريل 1941             | غزو كريت                                                              | عملية عطارد؛ نص المرسوم                                                                     |
| 29          | 17 مايو 1941              | ترشيح أعضاء الحكومة العسكرية في اليونان                               | نص المرسوم                                                                                  |
| 30          | 23 مايو 1941              | دعم المقاومة العسكرية ضد الوجود البريطاني في العراق                   | (طالع توجيه الفوهرر رقم 30)                                                                 |
| 31          | 8 يونيو 1941              | التنظيم العسكري الألماني في البلقان                                   |                                                                                             |
| 32          | 11 يوليو 1941             | الخطط التالية لهزيمة الاتحاد السوفيتي                                 | عملية أورينت؛ نص المرسوم                                                                    |
| 32 مُلحق     | 14 يوليو 1941             | استخدام الموارد الاقتصادية في أعقاب هزيمة الاتحاد السوفيتي            | نص المرسوم                                                                                  |
| 33          | 19 يوليو 1941             | استمرار المعارك في الشرق                                              | تم سحب مجموعتي بانزر من مجموعة الجيوش الوسطى مما حرمها من الدعم الكافي لإتمام احتلال موسكو. |
| 34          | 30 يوليو 1941             | تصاعد حدة المقاومة السوفيتية                                          |                                                                                             |
| 34 مُلحق     | 12 أغسطس 1941             |                                                                       |                                                                                             |
| 35          | 6 سبتمبر 1941             | هجوم موسكو                                                            | عملية تايفون                                                                                |
| 36          |                           |                                                                       |                                                                                             |
| 37          |                           |                                                                       |                                                                                             |
| 38          |                           |                                                                       |                                                                                             |
| 39          | 8 ديسمبر 1941             | التخلّي عن فكرة الهجوم الشامل على موسكو                                |                                                                                             |
| 40          | 23 مارس 1942              | كفاءة القادة العاملين في المناطق الساحلية                             | التنظيم القيادي لجدار الأطلسي الساحلي؛ نص المرسوم                                           |
| 41          | 5 إبريل 1942              | حملة صيف 1942 في الاتحاد السوفيتي                                     | العملية الزرقاء                                                                             |
| 42          | 29 مايو 1942              | التعليمات الخاصة بالعمليات العسكرية ضد فرنسا الحرة وشبه جزيرة أيبيريا | استبدال عملية أتيلا بعملية أنطون؛ وإلغاء عملية إيزابيلا؛ نص المرسوم                         |
| 43          | 11 يوليو 1942             | استمرار العمليات العسكرية في الشرق، انطلاقًا من القرم                  |                                                                                             |
| 44          | 21 يوليو 1942             | العمليات العسكرية في شمال فنلندا                                      |                                                                                             |
| 45          | 23 يوليو 1942             | استمرار عملية براونشفايغ                                              |                                                                                             |
| 46          | 18 أغسطس 1942             | تعليمات حول تشديد الرقابة في مواجهة عمليات التهريب في الشرق           |                                                                                             |
| 47          |                           |                                                                       |                                                                                             |
| 48          |                           |                                                                       |                                                                                             |
| 49          |                           |                                                                       |                                                                                             |
| 50          | 28 سبتمبر 1943            | حول الإعدادات لسحب الجيش الجبلي العشرين حتى شمالي فنلندا والنرويج     |                                                                                             |
| 51          | 3 نوفمبر 1943             | الاستعدادات لبدء الحرب على جبهتين                                     | نص المرسوم                                                                                  |
| 52          |                           |                                                                       |                                                                                             |

## طالع أيضًا
- توجيهات أدولف هتلر

## وصلات خارجية
- Tian Yi (13 أغسطس 2008). "Why Scissors always beats Paper, a unique look at World War 2". The Asian Economist. مؤرشف من الأصل في 2013-12-25. اطلع عليه بتاريخ 2009-11-03.
- "Adolf Hitler and World War II: Opperational Orders". 3 أغسطس 2009. مؤرشف من الأصل في 2018-11-18. اطلع عليه بتاريخ 2009-11-02.